# European Rugby Challenge Cup 2022-2023
La European Rugby Challenge Cup 2022-23 (in inglese 2022-23 European Rugby Challenge Cup; in francese Challenge européen 2022-23) fu la 9ª edizione della European Rugby Challenge Cup, competizione per club di rugby a 15 organizzata da European Professional Club Rugby come torneo cadetto della Champions Cup, nonché la 27ª assoluta della Challenge Cup.
Si tenne dal 9 dicembre 2022 al 19 maggio 2023 tra 18 squadre provenienti da 5 federazioni (Francia, Galles, Inghilterra, Italia, Scozia e Sudafrica).
9 club giunsero alla competizione direttamente dai propri campionati nazionali, 8 dallo United Rugby Championship 2022-23 e uno, la franchise sudafricana dei Cheetahs, fu invitato.
European Professional Club Rugby, inoltre, annunciò l'apertura del torneo alle franchise sudafricane di United Rugby Championship dalla stagione 2023-24; come anticipo di tale apertura fu invitata una franchise da tale Paese che non poté partecipare due anni prima a causa della pandemia di COVID-19.
Dal punto di vista statistico, il torneo è rilevante perché per la prima volta un club italiano, il Benetton, raggiunse la semifinale di una competizione europea; la corsa del club trevigiano si interruppe contro il Tolone, che nella successiva finale a Dublino si impose 43-19 contro gli scozzesi del Glasgow Warriors vincendo la sua prima Coppa cadetta.
Il valore delle marcature, come stabilito da World Rugby nel 2017, è: 5 punti per ciascuna meta (7 se trasformata), 7 punti per la meta tecnica, 3 punti per la realizzazione di ciascun calcio piazzato, idem per il drop.

## Formato
Al torneo parteciparono 18 squadre così determinate:
- le 3 squadre dal nono al tredicesimo posto dell Premiership 2021-22[7];
- le 4 squadre dal nono al dodicesimo posto del Top 14 2021-22;
- la vincitrice del Pro D2 della stessa stagione:
- la vincitrice dello spareggio tra la tredicesima di Top 14 e la seconda di Pro D2 della stessa stagione;
- le 7 ultime classificate dello United Rugby Championship 2021-22;
- il Glasgow Warriors, il cui posto in Champions Cup fu preso dagli Ospreys, non qualificato tramite l'URC ma tramite la Coppa del Galles;
- i Cheetahs, franchise sudafricana invitata a partecipare al torneo[1].

Le 18 squadre furono ripartite in due gironi di merito basati sulle posizioni nei campionati di provenienza.
Ogni squadra incontrò altre due del suo stesso girone in gara di andata e ritorno, per un totale di 4 incontri ciascuno.
Le eventuali discriminanti, in caso di parità di punti in classifica tra due o più squadre, furono, in ordine di prevalenza, il miglior risultato negli incontri diretti, le maggiori mete marcate e il più basso numero di giocatori ammoniti o espulsi.
Di ogni gruppo avanzarono alla fase a play-off i primi sei classificati.
Agli ottavi di finale, oltre alle dodici squadre citate, accedettero anche le none e decime dei due gironi di Champions Cup 2022-23.
In ordine di seeding, le quattro qualificate di Champions Cup furono piazzate tra le migliori sei del girone A e quelle del girone B di Challenge Cup.
Gli accoppiamenti degli ottavi furono (HC = Champions Cup, CC = Challenge Cup):
1. Squadra 1ACC – Squadra 6BCC
2. Squadra 2ACC – Squadra 5BCC
3. Squadra 3ACC – Squadra 10BHC
4. Squadra 4ACC – Squadra 9BHC
5. Squadra 4BCC – Squadra 9AHC
6. Squadra 3BCC – Squadra 10AHC
7. Squadra 2BCC – Squadra 5ACC
8. Squadra 1BCC – Squadra 6ACC

A seguire, quelli dei quarti furono:
1. Vincitore ottavo 1 – vincitore ottavo 5
2. Vincitore ottavo 7 – vincitore ottavo 3
3. Vincitore ottavo 2 – vincitore ottavo 6
4. Vincitore ottavo 8 – vincitore ottavo 4

e quelli di semifinale furono:
1. Vincitore quarto 1 – vincitore quarto 2
2. Vincitore quarto 3 – vincitore quarto 4

Fu previsto che in semifinale le gare si sarebbero tenute in casa della squadra con il miglior seeding dopo la fase a gironi e, comunque, solo in Europa.
Per tutte le gare della fase a eliminazione fu previsto, in caso di parità ai tempi regolamentari, un supplementare di 10 minuti e, in caso di ulteriore parità, un eventuale secondo supplementare della stessa durata; qualora la parità persistesse si sarebbe proceduto allo spareggio tramite calci piazzati.

### Classificazione per torneo
|   | Top 14         | Premiership | URC              |
| - | -------------- | ----------- | ---------------- |
| 1 | Tolone         | Bristol     | Glasgow Warriors |
| 2 | Pau            | Newcastle   | Scarlets         |
| 3 | Stade français | Bath        | Connacht         |
| 4 | Brive          | –           | Lions            |
| 5 | Perpignano     | –           | Benetton         |
| 6 | Bayonne        | –           | Cardiff Rugby    |
| 7 | –              | –           | Dragons          |
| 8 | –              | –           | Zebre            |

### Composizione dei gironi
| Girone A         | Girone B       |
| ---------------- | -------------- |
| Bath             | Bayonne        |
| Bristol          | Benetton       |
| Brive            | Cheetahs       |
| Cardiff Rugby    | Dragons        |
| Connacht         | Lions          |
| Glasgow Warriors | Pau            |
| Newcastle        | Scarlets       |
| Perpignano       | Stade français |
| Tolone           | –              |
| Zebre            | –              |

## Fase a gironi

### Risultati

#### Girone A
| Data       | Incontro             | Risultato |
| ---------- | -------------------- | --------- |
| 9-12-2022  | Perpignano – Bristol | 5-19      |
| 10-12-2022 | Bath – Glasgow       | 19-22     |
| 10-12-2022 | Connacht – Newcastle | 22-8      |
| 10-12-2022 | Cardiff – Brive      | 41-0      |
| 10-12-2022 | Zebre – Tolone       | 21-24     |
| 16-12-2022 | Brive – Connacht     | 24-31     |
| 16-12-2022 | Glasgow – Perpignano | 26-18     |
| 17-12-2022 | Tolone – Bath        | 29-7      |
| 17-12-2022 | Newcastle – Cardiff  | 10-47     |
| 18-12-2022 | Bristol – Zebre      | 35-19     |
| 14-1-2023  | Connacht – Brive     | 61-5      |
| 14-1-2023  | Perpignano – Glasgow | 26-40     |
| 14-1-2023  | Zebre – Bristol      | 11-34     |
| 15-1-2023  | Cardiff – Newcastle  | 42-10     |
| 15-1-2023  | Bath – Tolone        | 23-35     |
| 20-1-2023  | Glasgow – Bath       | 19-19     |
| 20-1-2023  | Tolone – Zebre       | 14-5      |
| 21-1-2023  | Bristol – Perpignano | 33-19     |
| 21-1-2023  | Brive – Cardiff      | 37-24     |
| 21-1-2023  | Newcastle – Connacht | 35-21     |

#### Girone B
| Data       | Incontro                  | Risultato |
| ---------- | ------------------------- | --------- |
| 9-12-2022  | Stade français – Benetton | 24-14     |
| 10-12-2022 | Lions – Dragons           | 31-31     |
| 10-12-2022 | Pau – Cheetahs            | 16-21     |
| 11-12-2022 | Scarlets – Bayonne        | 39-7      |
| 16-12-2022 | Lions – Stade français    | 30-12     |
| 17-12-2022 | Cheetahs – Scarlets       | 26-45     |
| 17-12-2022 | Bayonne – Benetton        | 7-45      |
| 17-12-2022 | Dragons – Pau             | 21-27     |
| 13-1-2023  | Pau – Dragons             | 15-21     |
| 13-1-2023  | Scarlets – Cheetahs       | 20-17     |
| 14-1-2023  | Stade français – Lions    | 17-7      |
| 14-1-2023  | Benetton – Bayonne        | 26-7      |
| 21-1-2023  | Bayonne – Scarlets        | 7-20      |
| 21-1-2023  | Benetton – Stade français | 35-32     |
| 22-1-2023  | Dragons – Lions           | 25-30     |
| 22-1-2023  | Cheetahs – Pau            | 9-6       |

### Classifiche

#### Classifica girone A
| Pos | Squadra          | G | V | N | P | PF  | PS  | DP  | BMP | Pt |
| --- | ---------------- | - | - | - | - | --- | --- | --- | --- | -- |
| 1   | Tolone           | 4 | 4 | 0 | 0 | 102 | 56  | +46 | 3   | 19 |
| 2   | Glasgow Warriors | 4 | 3 | 1 | 0 | 107 | 82  | +25 | 2   | 16 |
| 3   | Cardiff Rugby    | 4 | 3 | 0 | 1 | 154 | 57  | +97 | 3   | 15 |
| 4   | Bristol          | 4 | 4 | 0 | 0 | 121 | 54  | +67 | −2  | 14 |
| 5   | Connacht         | 4 | 3 | 0 | 1 | 135 | 72  | +63 | 2   | 14 |
| 6   | Brive            | 4 | 1 | 0 | 3 | 66  | 157 | −91 | 2   | 6  |
| 7   | Newcastle        | 4 | 1 | 0 | 3 | 63  | 132 | −69 | 1   | 5  |
| 8   | Bath             | 4 | 0 | 1 | 3 | 68  | 105 | −37 | 1   | 3  |
| 9   | Perpignano       | 4 | 0 | 0 | 4 | 68  | 118 | −50 | 1   | 1  |
| 10  | Zebre            | 4 | 0 | 0 | 4 | 56  | 107 | −51 | 1   | 1  |

#### Classifica girone B
| Pos | Squadra        | G | V | N | P | PF  | PS  | DP   | BMP | Pt |
| --- | -------------- | - | - | - | - | --- | --- | ---- | --- | -- |
| 1   | Scarlets       | 4 | 4 | 0 | 0 | 124 | 57  | +67  | 2   | 18 |
| 2   | Benetton       | 4 | 3 | 0 | 1 | 120 | 70  | +50  | 3   | 15 |
| 3   | Lions          | 4 | 2 | 1 | 1 | 98  | 85  | +13  | 2   | 12 |
| 4   | Stade français | 4 | 2 | 0 | 2 | 85  | 86  | −1   | 2   | 10 |
| 5   | Dragons        | 4 | 1 | 1 | 2 | 98  | 103 | −5   | 4   | 10 |
| 6   | Cheetahs       | 4 | 2 | 0 | 2 | 73  | 87  | −14  | 2   | 10 |
| 7   | Pau            | 4 | 1 | 0 | 3 | 64  | 72  | −8   | 3   | 7  |
| 8   | Bayonne        | 4 | 0 | 0 | 4 | 28  | 130 | −102 | 0   | 0  |

## Play-off
|  | Ottavi di finale | Ottavi di finale | Ottavi di finale |                  |                  | Quarti di finale | Quarti di finale | Quarti di finale |  |  | Semifinali | Semifinali | Semifinali |  |  | Finale | Finale | Finale |  |
|  |                  |                  |                  |                  |                  |                  |                  |                  |  |  |            |            |            |  |  |        |        |        |  |
|  | 1BCC             | Scarlets         | 19               |                  |                  |                  |                  |                  |  |  |            |            |            |  |  |        |        |        |  |
|  | 1BCC             | Scarlets         | 19               |                  |                  |                  |                  |                  |  |  |            |            |            |  |  |        |        |        |  |
|  | 6ACC             | Brive            | 7                |                  |                  |                  |                  |                  |  |  |            |            |            |  |  |        |        |        |  |
|  | 6ACC             | Brive            | 7                |                  | Scarlets         | Scarlets         | 32               |                  |  |  |            |            |            |  |  |        |        |        |  |
|  |                  |                  |                  |                  | Scarlets         | Scarlets         | 32               |                  |  |  |            |            |            |  |  |        |        |        |  |
|  |                  |                  | Clermont         | Clermont         | 30               |                  |                  |                  |  |  |            |            |            |  |  |        |        |        |  |
|  | 4ACC             | Bristol          | Clermont         | Clermont         | 30               | 26               |                  |                  |  |  |            |            |            |  |  |        |        |        |  |
|  | 4ACC             | Bristol          |                  |                  |                  |                  |                  |                  |  |  |            |            |            |  |  |        |        |        |  |
|  | 9BHC             | Clermont         | 33               |                  |                  |                  |                  |                  |  |  |            |            |            |  |  |        |        |        |  |
|  | 9BHC             | Clermont         | 33               |                  | Scarlets         | Scarlets         | 17               |                  |  |  |            |            |            |  |  |        |        |        |  |
|  |                  |                  |                  |                  |                  |                  |                  |                  |  |  |            |            |            |  |  |        |        |        |  |
|  |                  |                  | Glasgow Warriors | Glasgow Warriors | 35               |                  |                  |                  |  |  |            |            |            |  |  |        |        |        |  |
|  | 2ACC             | Glasgow Warriors | Glasgow Warriors | Glasgow Warriors | 35               | 73               |                  |                  |  |  |            |            |            |  |  |        |        |        |  |
|  | 2ACC             | Glasgow Warriors |                  |                  |                  |                  |                  |                  |  |  |            |            |            |  |  |        |        |        |  |
|  | 5BCC             | Dragons          | 33               |                  |                  |                  |                  |                  |  |  |            |            |            |  |  |        |        |        |  |
|  | 5BCC             | Dragons          | 33               |                  | Glasgow Warriors | Glasgow Warriors | 31               |                  |  |  |            |            |            |  |  |        |        |        |  |
|  |                  |                  |                  |                  | Glasgow Warriors | Glasgow Warriors | 31               |                  |  |  |            |            |            |  |  |        |        |        |  |
|  |                  |                  | Lions            | Lions            | 21               |                  |                  |                  |  |  |            |            |            |  |  |        |        |        |  |
|  | 3BCC             | Lions            | Lions            | Lions            | 21               | 51               |                  |                  |  |  |            |            |            |  |  |        |        |        |  |
|  | 3BCC             | Lions            |                  |                  |                  |                  |                  |                  |  |  |            |            |            |  |  |        |        |        |  |
|  | 10AHC            | Racing 92        | 28               |                  |                  |                  |                  |                  |  |  |            |            |            |  |  |        |        |        |  |
|  | 10AHC            | Racing 92        | 28               |                  | Glasgow Warriors | Glasgow Warriors | 19               |                  |  |  |            |            |            |  |  |        |        |        |  |
|  |                  |                  |                  |                  |                  |                  |                  |                  |  |  |            |            |            |  |  |        |        |        |  |
|  |                  |                  | Tolone           | Tolone           | 43               |                  |                  |                  |  |  |            |            |            |  |  |        |        |        |  |
|  | 1ACC             | Tolone           | Tolone           | Tolone           | 43               | 36               |                  |                  |  |  |            |            |            |  |  |        |        |        |  |
|  | 1ACC             | Tolone           |                  |                  |                  |                  |                  |                  |  |  |            |            |            |  |  |        |        |        |  |
|  | 6BCC             | Cheetahs         | 21               |                  |                  |                  |                  |                  |  |  |            |            |            |  |  |        |        |        |  |
|  | 6BCC             | Cheetahs         | 21               |                  | Tolone           | Tolone           | 48               |                  |  |  |            |            |            |  |  |        |        |        |  |
|  |                  |                  |                  |                  | Tolone           | Tolone           | 48               |                  |  |  |            |            |            |  |  |        |        |        |  |
|  |                  |                  | Lione            | Lione            | 23               |                  |                  |                  |  |  |            |            |            |  |  |        |        |        |  |
|  | 4BCC             | Stade français   | Lione            | Lione            | 23               | 24               |                  |                  |  |  |            |            |            |  |  |        |        |        |  |
|  | 4BCC             | Stade français   |                  |                  |                  |                  |                  |                  |  |  |            |            |            |  |  |        |        |        |  |
|  | 9AHC             | Lione            | 41               |                  |                  |                  |                  |                  |  |  |            |            |            |  |  |        |        |        |  |
|  | 9AHC             | Lione            | 41               |                  | Tolone           | Tolone           | 23               |                  |  |  |            |            |            |  |  |        |        |        |  |
|  |                  |                  |                  |                  |                  |                  |                  |                  |  |  |            |            |            |  |  |        |        |        |  |
|  |                  |                  | Benetton         | Benetton         | 0                |                  |                  |                  |  |  |            |            |            |  |  |        |        |        |  |
|  | 2BCC             | Benetton         | Benetton         | Benetton         | 0                | 41               |                  |                  |  |  |            |            |            |  |  |        |        |        |  |
|  | 2BCC             | Benetton         |                  |                  |                  |                  |                  |                  |  |  |            |            |            |  |  |        |        |        |  |
|  | 5ACC             | Connacht         | 19               |                  |                  |                  |                  |                  |  |  |            |            |            |  |  |        |        |        |  |
|  | 5ACC             | Connacht         | 19               |                  | Benetton         | Benetton         | 27               |                  |  |  |            |            |            |  |  |        |        |        |  |
|  |                  |                  |                  |                  | Benetton         | Benetton         | 27               |                  |  |  |            |            |            |  |  |        |        |        |  |
|  |                  |                  | Cardiff Rugby    | Cardiff Rugby    | 23               |                  |                  |                  |  |  |            |            |            |  |  |        |        |        |  |
|  | 3ACC             | Cardiff Rugby    | Cardiff Rugby    | Cardiff Rugby    | 23               | 28               |                  |                  |  |  |            |            |            |  |  |        |        |        |  |
|  | 3ACC             | Cardiff Rugby    |                  |                  |                  |                  |                  |                  |  |  |            |            |            |  |  |        |        |        |  |
|  | 10BHC            | Sale Sharks      | 27               |                  |                  |                  |                  |                  |  |  |            |            |            |  |  |        |        |        |  |

### Ottavi di finale
| Arbitro: | Jaco Peyper |

|                             |      |                                        |
| Randall 33’ Radradra 37’    | mt   | 23’ Lavanini 27’, 70’ Penaud 39’ Moala |
| MacGinty 34’, 38’           | tr   | 23’, 27’ Belleau                       |
| MacGinty 10’, 17’, 49’, 77’ | c.p. | 13’, 42’, 56’ Belleau                  |

| Arbitro: | Anthony Woodthorpe |

|                         |      |            |
| Fifita 50’ Shingler 78’ | mt   | 46’ Olding |
|                         | tr   | 46’ Olding |
| Costelow 3’, 15’, 28’   | c.p. |            |

| Arbitro: | Andrea Piardi |

|                                                         |    |                                                |
| Salles 12’ Baubigny 30’ Luc 40+1’ Isa 47’ Wainiqolo 53’ | mt | 42’ Janse van Rensburg 58’ Jasper 71’ Bernardo |
| Salles 12’, 40+1’, 53’                                  | tr | 42’, 58’, 71’ R. Pienaar                       |

| Arbitro: | Frank Murphy |

|                           |      |                                                      |
| tecnica 19’ Dachary 47’   | mt   | 50’ tecnica 56’ Couilloud 77’ Marchand 79’ Dumortier |
|                           | tr   | 56’, 79’ Sopoaga                                     |
| Segonds 6’, 42’, 44’, 61’ | c.p. | 8’, 30’, 36’, 70’, 73’ Sopoaga                       |

| Arbitro: | Christophe Ridley |

|                                                             |      |                           |
| M. Watson 20’, 52’ R. Smith 27’ Padovani 36’, 45’ Ruzza 61’ | mt   | 12’ Oliver 17’, 56’ Porch |
| J. Umaga 20’, 27’, 36’, 52’                                 | tr   | 17’ Hawkshaw 56’ Forde    |
| J. Umaga 75’                                                | c.p. |                           |

| Arbitro: | Tual Trainini |

|                                                                                                |    |                                                  |
| Horne 2’ Matthews 14’, 22’, 26’, 33’, 42’ Turner 56’ Forbes 58’ H. Jones 60’ K. Steyn 72’, 80’ | mt | 18’ J. Williams 29’ Dyer 38’ Rosser 45’, 75’ Dee |
| Horne 2’, 14’, 26’, 33’, 42’, 56’, 58’, 60’ Miotti 80’                                         | tr | 18’, 38’, 45’, 75’ W. Reed                       |

| Arbitro: | Karl Dickson |

|                                                                                    |      |                                                 |
| M. Louw 4’, 51’ E. v.d. Merwe 7’ Maxwane 22’ R. Venter 40’ Lombard 54’ Nohamba 66’ | mt   | 11’, 28’ Moukoro 48’ Volavola 58’ D. Taofifénua |
| Nohamba 4’, 40’, 51’, 54’, 66’                                                     | tr   | 11’, 28’, 48’ Le Garrec 58’ Spring              |
| Nohamba 17’                                                                        | c.p. |                                                 |

| Arbitro: | Luc Ramos |

|                                     |      |                                          |
| Domachowski 19’ J. Adams 33’, 40+2’ | mt   | 15’ A. v.d. Merwe 51’ Roebuck 63’ Ashman |
| J. Evans 19’, 40+2’                 | tr   | 15’, 51’, 63’ G. Ford                    |
| J. Evans 9’, 71’ Priestland 43’     | c.p. | 29’, 58’ G. Ford                         |

### Quarti di finale
| Arbitro: | Wayne Barnes |

|                                                       |      |                                    |
| Halfpenny 7’ Costelow 14’ J. Williams 36’ Conbeer 76’ | mt   | 20’ Simone 29’, 44’ Raka 64’ Beria |
| Halfpenny 14’ Costelow 36’, 76’                       | tr   | 29’ Belleau 64’ Plisson            |
| Halfpenny 6’ Costelow 68’                             | c.p. | 3’, 35’ Belleau                    |

| Arbitro: | Mark Adamson |

|                                                                                |      |                          |
| Wainiqolo 29’, 66’ Baubigny 38’ Priso 40+3’ Nayacalevu 49’ Ollivon 57’ Luc 77’ | mt   | 61’ Couilloud 71’ Arnold |
| I. West 38’, 40+3’, 49’, 57’ Biggar 77’                                        | tr   | 61’, 71’ Berdeu          |
| I. West 5’                                                                     | c.p. | 2’, 8’, 46’ Sopoaga      |

| Arbitro: | Luke Pearce |

|                                       |      |                        |
| R. Smith 20’ Lamaro 56’ M. Watson 68’ | mt   | 30’ T. Young 46’ Grady |
| J. Umaga 20’, 56’ Albornoz 68’        | tr   | 30’, 46’ Priestland    |
| J. Umaga 6’, 12’                      | c.p. | 43’, 61’ Priestland    |

| Arbitro: | Matthew Carley |

|                                                    |      |                                     |
| Dempsey 9’ Dobie 17’ Z. Fagerson 48’ T. Jordan 73’ | mt   | 43’ Nohamba 64’ F. Horn 76’ Brandon |
| Horne 9’, 17’, 48’, 73’                            | tr   | 43’ Nohamba 64’, 76’ Lombard        |
| Horne 68’                                          | c.p. |                                     |

### Semifinali
| Arbitro: | Mathieu Raynal |

|                             |      |                                                      |
| S. Evans 31’                | mt   | 2’, 79’ S. McDowall 43’ Horne 50’ Matthews 56’ Darge |
|                             | tr   | 2’, 43’, 50’, 56’, 79’ Horne                         |
| Costelow 24’, 28’, 40’, 46’ | c.p. |                                                      |

| Arbitro: | Karl Dickson |

|                            |      |  |
| Paia’aua 4’ Gigashvili 17’ | mt   |  |
| Biggar 4’, 17’             | tr   |  |
| Biggar 13’, 42’, 46’       | c.p. |  |

### Finale
| Arbitro: | Wayne Barnes |

| |              | |
| K. Steyn 55’, 73’ Cancelliere 68’ | mt           | 4’, 24’ Serin 17’ Parisse 57’ Wainiqolo 63’ Nayacalevu 77’ I. West |
| Horne 55’, 74’ | tr           | 4’, 17’, 24’ Serin 63’, 77’ Paillaugue |
| | c.p.         | 50’ Paillaugue |
| · 66’ O. Smith · 52’ 66’ Cancelliere · H. Jones · Tuipulotu · K. Steyn · 45’ Miotti · Horne · 45’ Bhatti · 45’ F. Brown · 45’ Z. Fagerson · 65’ JP du Preez · 65’ Cummings · M. Fagerson · 45’ Vailanu · Dempsey | Formazioni   | · Kolbe · Wainiqolo · Nayacalevu · Paia’aua 31’ · Villière 41’ · Biggar 3’ · Serin 41’ · Priso 50’ · Baubigny 45’ · Gigashvili 50’ · Tanguy 57’ 69’ · Alainu’uese · C. du Preez · Ollivon · Parisse 69’ |
| · 45’ Berghan · 45’ Darge · 45’ Matthews · 45’ McBeth · 45’ McDowall · 52’ Price · 65’ Bean · 65’ R. Gray | Sostituzioni | · I. West 3’ · Sinzelle 31’ · Bastareaud 41’ · Paillaugue 41’ · Tolofua 45’ · Brookes 50’ · Gros 50’ · Isa 57’                                                                                          |
| Franco Smith | Allenatori   | Pierre Mignoni |